# Nematopagurus scutelliformis
Nematopagurus scutelliformis is een tienpotigensoort uit de familie van de Paguridae. De wetenschappelijke naam van de soort is voor het eerst geldig gepubliceerd in 1997 door McLaughlin.